# Liste der Kulturgüter in Sauge
Die Liste der Kulturgüter in Sauge enthält alle Objekte in der Gemeinde Sauge im Kanton Bern, die gemäss der Haager Konvention zum Schutz von Kulturgut bei bewaffneten Konflikten, dem Bundesgesetz vom 20. Juni 2014 über den Schutz der Kulturgüter bei bewaffneten Konflikten sowie der Verordnung vom 29. Oktober 2014 über den Schutz der Kulturgüter bei bewaffneten Konflikten unter Schutz stehen.
Objekte der Kategorie A sind im Gemeindegebiet nicht ausgewiesen, Objekte der Kategorie B sind vollständig in der Liste enthalten, Objekte der Kategorie C fehlen zurzeit (Stand: 10. April 2024). Unter übrige Baudenkmäler sind geschützte Objekte zu finden, die im Bauinventar des Kantons Bern als «schützenswert» verzeichnet sind.

## Kulturgüter
| Foto |                                                               | Objekt                                              | Kat. | Typ | Standort                                         | Beschreibung             |
| ---- | ------------------------------------------------------------- | --------------------------------------------------- | ---- | --- | ------------------------------------------------ | ------------------------ |
| BW   | Datei hochladen · Wikidata zu Reformierte Kirche (Q113126732) | Reformierte Kirche / Eglise réformée KGS-Nr.: 16795 | B    | G   | Vauffelin, Chemin de l'Eglise 10 589748 / 226238 | Kirchengebäude von 1716. |

## Übrige Baudenkmäler
Hinweis: Anstelle der KGS-Nummer wird als Objekt-Identifikator (ID) die Grundstücksnummer verwendet.
| ID      | Foto |                 | Objekt | Typ | Standort                                         | Beschreibung |
| ------- | ---- | --------------- | --- | --- | ------------------------------------------------ | ------------ |
| diverse | BW   | Datei hochladen | Schleuse, Wasserkraftwerk und Zulaufkanal an der Schüss (Ende 19. Jh.) / Barrage sur la Suze, installation hydroélectrique, canal d'alimentation et d'évacuation (fin du 19ème s.) | G   | Frinvillier N.N.2 586259 / 224110                |              |
| 9       | BW   | Datei hochladen | Ehemaliges Schulhaus (1839) / Ancienne école (1862) | K   | Vauffelin, Place du Village 3 589499 / 226306    |              |
| 29      | BW   | Datei hochladen | Brunnen (1839) / Fontaine (1839) | K   | Vauffelin, Les Grappes N.N. 589569 / 226337      |              |
| 29      | BW   | Datei hochladen | Brunnen (Mitte 19. Jh.) / Fontaine (milieu du 19ème s.) | K   | Vauffelin, Place du Village N.N. 589517 / 226287 |              |
| 53      | BW   | Datei hochladen | Ehemalige Holzzellstofffabrik (1888) / Ancienne fabrique de pâte de bois (1888) | G   | Frinvillier, Rue du Canal 8 585971 / 224165      |              |
| 55      | BW   | Datei hochladen | Ehemaliges Bauernhaus (17. Jh.) / Ancienne ferme (17ème s.) | G   | Vauffelin, Place du Village 1 589500 / 226273    |              |
| 61      | BW   | Datei hochladen | Speicher (1717) / Grenier (1717) | G   | Vauffelin, Place du Village 6a 589537 / 226256   |              |
| 68      | BW   | Datei hochladen | Ehemaliges Bauernhaus (1704) / Ancienne ferme (1704) | G   | Plagne, Bas du Village 13 588639 / 226501        |              |
| 102     | BW   | Datei hochladen | Ehemaliges Bauernhaus (frühes 18. Jh.) / Ancienne ferme (début du 18ème s.) | G   | Plagne, Bas du Village 23 588734 / 226548        |              |
| 123     | BW   | Datei hochladen | Einsiedelei (1900) / Ermitage (1900) | G   | Vauffelin, Route Principale 10a 589385 / 226258  |              |
| 136     | BW   | Datei hochladen | Brunnen (1843) / Fontaine (1843) | K   | Vauffelin, Route Principale N.N. 589402 / 226181 |              |
| 146     | BW   | Datei hochladen | Pfarrhaus (1841) / Cure (1841) | G   | Vauffelin, Route Principale 8 589395 / 226244    |              |
| 164     | BW   | Datei hochladen | Bauernhaus (1683) / Ferme (1683) | G   | Vauffelin, Route Principale 16 589356 / 226168   |              |
| 504     | BW   | Datei hochladen | Doppelspeicher (18. Jh.) / Grenier double (18ème s.) | G   | Vauffelin, Chemin de l’Église 2a 589543 / 226260 |              |
| 554     | BW   | Datei hochladen | Speicher (1673) / Grenier (1673) | G   | Vauffelin, Route Principale 14b 589377 / 226157  |              |
| 577     | BW   | Datei hochladen | Speicher (1696) / Grenier (1696) | G   | Vauffelin, Route Principale 3a 589487 / 226244   |              |